# Sabiniano (console 505)
Flavio Sabiniano (latino: Flavius Sabinianus; fl. 505-508) è stato un politico e generale bizantino.

## Biografia
Sabiniano era figlio di un generale illirico, Sabiniano Magno, e sposò una nipote dell'imperatore Anastasio I, da cui ebbe Anastasio Paolo Probo Sabiniano Pompeo Anastasio, console del 517.
Nel 505 fu console e nel 508 magister militum per Illyricum; aveva un esercito numeroso e ben equipaggiato, ma nei pressi di Horreum Margi fu sconfitto dagli eserciti combinati degli Unni, guidati da Mundo, e degli Ostrogoti di Pitzias; dopo la sconfitta riparò con pochi sopravvissuti nel forte di Nato.